# جاشوآ مک‌گوایر

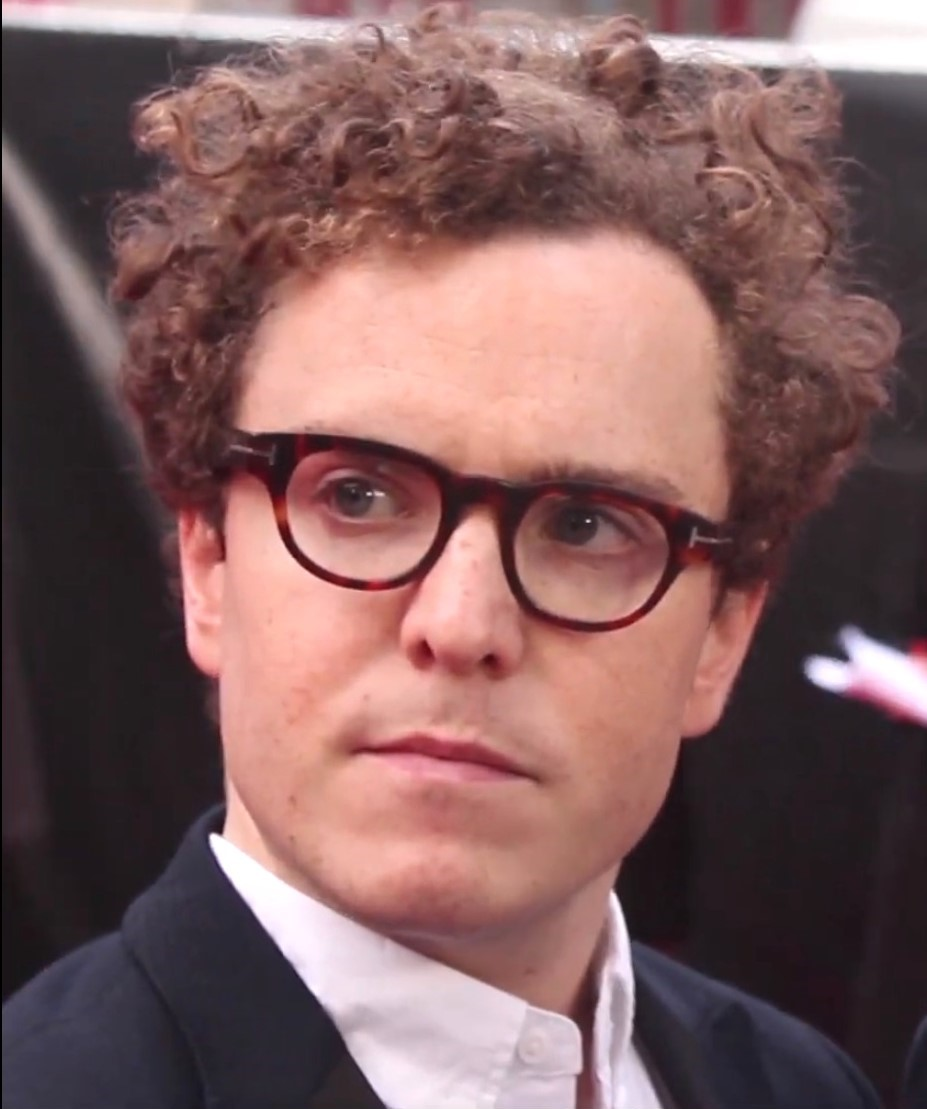
جاشوآ مک‌گوایر در فستیوال فیلم لندن

جاشوآ مک‌گوایر (انگلیسی: Joshua McGuire؛ زادهٔ ۱۹۸۹ میلادی) بازیگر اهل بریتانیا است.
از فیلم‌ها یا مجموعه‌های تلویزیونی که وی در آن نقش داشته است، می‌توان به سیندرلا، آقای ترنر، افسانه‌های واهی، ساعت، دوک و درباره زمان اشاره کرد.